# Десятина (Волынская область)
Десятина (укр. Десятина) — село в Гороховской городской общине Луцкого района Волынской области Украины.
До 2020 года входило в Гороховский район.
Код КОАТУУ — 0720884402. Население по переписи 2001 года составляет 48 человек. Почтовый индекс — 45711. Телефонный код — 3379. Занимает площадь 1,2 км².